# スモールマーケット
スモールマーケット（small market）は、プロ野球の経営に当たり、大都市と比較して地域経済の規模が小さく、収益性及び集客力に劣るフランチャイズ（保護地域）を指す用語である。対義語はビッグマーケット（big market）。

## 定義
元来は米国のプロ野球経営で用いられている用語で、ニューヨーク、シカゴ、ロサンゼルスといった全米を代表する大都市に位置し、財政的に裕福なフランチャイズをビッグマーケット（big market）と表現するのに対して、都市規模が小さいため観客動員に問題を抱え、財政的に厳しいフランチャイズを指す用語である。
日本と米国では都市圏の形成が大きく異なり、ボルチモアやボストン、アトランタ、セントルイスなどは見かけの人口は少なくとも周辺に大都市圏を形成しており、デンバー、シアトル、フェニックス、ヒューストンなどの都市についても安定した経済基盤を有し、比較的安定した観客動員が期待できるため、一般的には「スモールマーケット」とは呼ばれない。
日本の場合は米国と比較して、大都市圏の形成される地域は限定され、かつての石炭産業、製鉄業などのように地方に強い経済基盤をもたらした産業も衰退していき、福岡県にフランチャイズを置いていたクラウンライターライオンズが1978年オフに埼玉県へ移転するなど、地方にフランチャイズを置く球団の経営は厳しいものがある。また、日本の地方都市は市そのものの人口は多くても都市圏の発展が弱く、実際の都市規模は世界の地方都市と比べて劣る傾向にあり、さらに観客を球場まで運ぶ交通手段の整備も立ち遅れが目立ったため、首都圏、阪神、中京圏以外でプロ野球を経営できる地域はライオンズの福岡撤退後から1988年まで広島県以外には存在しなかった。

## プロ野球のスモールマーケット
前述のとおり単純な都市人口だけでなく、地域の持つ経済的活力及び交通インフラの充実度を問われるものだが、日本の場合はバブル期を経て地方都市のインフラ整備等がかなり進行しているが、現在においてもなお3大都市圏以外は全て「スモールマーケット」と定義づけても過言ではない。しかしながら大都市に位置するも観客動員に課題のある球団も少なくなかったことから、2004年には日本ハムファイターズが北海道（札幌市）、2005年には楽天イーグルスが宮城県（仙台市）と、ビッグマーケットの好条件をかなぐり捨てて、あえてスモールマーケットに新天地を求めるという珍現象が発生している。

### 日本
日本におけるスモールマーケットの典型ともいえる地域は、ライオンズ撤退の憂き目を見た福岡県（福岡市）と、長年の財政難に苦しむカープ球団を擁する広島県（広島市）である。これらの地域では交通費や宿泊等に要する遠征費用、集客に必要な広報費用など、3大都市圏に本拠地を置く球団にはない特別な出費を必要とし、さらに大都市志向の強い有望選手や外国人選手を簡単に獲得できないなどのマイナス要因を背負っての球団経営を強いられることになる。1989年にダイエーが南海からホークス球団を買収して福岡へ移転したが、当時はバブル最盛期で財力もあり、拡大基調にあったダイエー本社のアジア戦略を見据えたものでもあり、採算性を重視したものではなかった。いわゆるタニマチ的な経営を前提とするものであったため、程なく本社の経営が傾くと、アジア戦略も見直しを余儀なくされ、球団の経営建て直しに苦慮させられることになった。

### 米国
米国では、日本と比較すると、都市への人口集積率の高さと、各地域ごとに基幹的な産業が充実しており、さらに道路網を中心にインフラの整備が格段に優れていたため、地方都市でのプロ野球経営は比較的容易であり、むしろジェット機が普及し、航空網も整備されてきたため、メジャーリーグを有する都市は全米に分散する状況になっている。確かにオークランド、カンザスシティ、ミルウォーキー、ミネアポリスといったスモールマーケットと呼ばれる都市もあるが、いずれも自力でプロ野球を経営でき、日本のように財力のある企業がタニマチ的に支える球団経営と比較すれば健全な経営を行っていることを忘れてはならない。これらの都市にある球団は、ニューヨークやボストンにある人気球団のような高額の投資ができないだけであって、日本の読売ジャイアンツに在籍する全選手を雇う程度の財政力及び経営力はあり、少なくとも日本の地方都市における球団経営よりは数段恵まれた状況にあるといえる。

## スモールマーケットの悲哀

### 日本
福岡県内における石炭産業の衰退などから1950年代に栄華を極めた西鉄ライオンズの観客動員は減少傾向となり、チームの顔とも言える豊田泰光を国鉄スワローズへ手放すなど、主力選手の流出が相次いだ。1969年に球界を震撼させた黒い霧事件にも同球団の選手が数多くかかわっていたが、背景には財政の悪化による選手への待遇の悪さがあったとされる。結局西鉄は1972年限りで球団経営から撤退し、福岡野球株式会社（太平洋クラブ・クラウンライターライオンズ）が後を受けたが、その後も経営は安定せず、1978年を最後に福岡から撤退。西武グループに買収され、埼玉県へと移転してしまった。その後、大阪市に本拠を置いていた南海ホークスがダイエーの手に渡り、ダイエーは1989年に福岡に本拠地を移転。プロ野球球団の再進出となった。なお、ホークス球団移転後の福岡市は九州の中心都市として急速に発展し、九州各地を結ぶ高速道路網などインフラ面の整備も進み、福岡県全体としても自動車産業の誘致が進むなど地域の産業基盤もようやく充実し始め、ホークス球団も現在ではパシフィック・リーグ随一、またプロ野球を見渡してもビッグマーケットに本拠を置く人気球団の読売ジャイアンツ、阪神タイガースに次ぐ観客動員を誇るに至っている（詳細は後継球団である埼玉西武ライオンズ及び福岡ソフトバンクホークスを参照されたい）。
広島市に本拠を置く広島東洋カープは、スモールマーケットに加えて独立採算制を取っているため、一時期はFA制度のあおりを受けてチームの顔的な存在であった金本知憲や新井貴浩に阪神へ移籍されたり、エースの黒田博樹にドジャースへ移籍されたりする憂き目となり、巨万の資金を要する有望新人の獲得に関しても及び腰となり、このためチームも1991年以来2016年まで25年間にわたりリーグ優勝から遠ざかっていた。広島市も福岡市同様にインフラの集積が進み、中国地方の中核都市・支店経済都市として115万人超の人口を抱えるまでに至っている。本拠地の広島市民球場も老朽化が進み、球団の建て直しと新球場の建設が永らく広島市民及びカープファンの関心事となってきたが、新球場については紆余曲折を経て2007年に起工。2009年春に新広島市民球場（マツダZoom-Zoomスタジアム広島）としてオープンした。その新球場開場後はカープ女子に代表される積極的なマーケティングと有望な若手の登場によりファンが増加。チームは2016年にリーグ優勝を果たし、翌年には連覇も果たし、財政状態は大幅に改善されたと言われている。

### 米国
2004年までカナダ・モントリオール市にモントリオール・エクスポズという球団が存在したが、もともと野球が盛んでない地域であった上、米国と比較して経済格差があったことから観客動員が伸び悩み、オーナー不在のままメジャーリーグ機構による球団運営が行われていた。2005年から米国の首都であるワシントンD.C.に本拠地を移転。ワシントン・ナショナルズに改名し、観客動員も飛躍的に伸びている（詳細はワシントン・ナショナルズを参照されたい）。